# アスペクツ・オブ・ラブ
『アスペクツ・オブ・ラブ』（Aspects of Love）は、イギリス出身の作家デイヴィッド・ガーネットの同名小説を下敷きに、1989年にロンドンで初演されたミュージカルである。

## スタッフ
- 作曲：アンドルー・ロイド・ウェバー
- 作詞：ドン・ブラック、チャールズ・ハート
- 台本：アンドルー・ロイド・ウェバー、ドン・ブラック、チャールズ・ハート
- 演出：トレヴァー・ナン
- 振付：ジリアン・リン
- 衣装：マリア・ビヨルンソン

## 日本での公演
日本では劇団四季により青山劇場で1992年に初演された。同劇団版のタイトル表記は『アスペクツ オブ ラブ』（中点を入れない）。2012年公演版より『アスペクツ オブ ラブ 恋はすべてを変える』のタイトルになる。

### 上演歴
- 1992年 青山劇場

- 2002年9月 新名古屋ミュージカル劇場
- 2005年8月〜11月 自由劇場

- 2012年5月26日〜7月7日 自由劇場
- 2012年7月16日〜8月12日 京都劇場

### スタッフ
- 日本語台本 ：浅利慶太
- 演出：浅利慶太
- 振付：加藤敬二

### これまでの主要キャスト
- ローズ・ビベール：志村幸美、保坂知寿、佐渡寧子
- アレックス・ディリンガム：石丸幹二、中井智彦
- ジョージ・ディリンガム：光枝明彦、村俊英
- ジュリエッタ・トラパーニ：末次美沙緒、山田千春、井料瑠美、濱田めぐみ、大平敦子、大鳥れい、笠松はる
- ジェニー・ディリンガム：堀内敬子、樋口麻美、中村友里子、紗野めぐみ、八幡三枝、谷口あかり、栗城唯
- マルセル・リチャード：岡幸二郎、栗原英雄、熱海将人、青山祐士、鈴木聡、寺田真実
- ヒューゴ：佐久間仁
- エリザベス：佐和由梨

※太字は2012年7月現在キャスティングされているキャスト。